# Araneus phlyctogena
Araneus phlyctogena este o specie de păianjeni din genul Araneus, familia Araneidae, descrisă de Simon, 1907. Conform Catalogue of Life specia Araneus phlyctogena nu are subspecii cunoscute.